# Наттолл, Джордж Генри
Джорж Генри На́ттолл (англ. George Henry Falkiner Nuttall; 1862—1937) — английский паразитолог и бактериолог. Брат Зелии Наттолл.
Родился в Сан-Франциско. Учился в Университете Джонса Гопкинса в Балтиморе. С 1892 года — ассистент кафедры гигиены в том же университете. С 1899 года — доцент кафедры бактериологии университета в Кембридже. В 1921—1932 годах руководил основанным им институтом паразитологических исследований.
Основные исследования посвящены выяснению роли различных членистоногих в переносе возбудителей болезней людей и животных. В 1898 году Наттолл нашёл в сыворотке крови животных вещества, токсичные для некоторых микроорганизмов, и показал, что такие антибактериальные свойства значительно повышаются при иммунизации животного.
Наттолл опубликовал свыше 200 научных работ. Является автором (в соавторстве) обширной монографии по иксодовым клещам. Опубликовал монографию по реакции преципитации.